# Peña Blanca II
Peña Blanca II es una localidad del municipio de Larráinzar ubicado en la región de Los Altos del estado mexicano de Chiapas.

## Geografía
La localidad de Peña Blanca II se sitúa en las coordenadas geográficas 16°56′03″N 92°47′07″O / 16.934069, -92.785196, a una elevación de 1,876 metros sobre el nivel del mar.

## Demografía
Según el Censo de Población y Vivienda 2020, efectuado por el Instituto Nacional de Estadística y Geografía, la localidad de Peña Blanca II tiene 145 habitantes, de los cuales 72 son del sexo masculino y 73 del sexo femenino. Su tasa de fecundidad es de 3 hijos por mujer y tiene 20 viviendas particulares habitadas.
| Gráfica de evolución demográfica de Peña Blanca II entre 2010 y 2020 |
|                                                                      |
| INEGI.                                                               |